# Daniel Andersson
Pour les articles homonymes, voir Daniel Andersson (football, 1972) et Andersson.
Daniel Andersson est un footballeur suédois né le 28 août 1977 à Lund (Suède). Il évolue au poste de stoppeur. Il est le frère du footballeur Patrik Andersson.

## Carrière

### En équipe nationale
Il débute en équipe nationale le 11 février 1997 contre la Thaïlande. Il possède 74 sélections (1 but) en équipe nationale.
Andersson décide de mettre un terme à sa carrière internationale fin 2009, à la suite de la non-qualification de la Suède pour la Coupe du monde 2010.

## Palmarès
Malmö FF
- Championnat de Suède
  - Champion (3) : 2004, 2010 et 2013